# (21700) Caseynicole
(21700) Caseynicole est un astéroïde de la ceinture principale d'astéroïdes.

## Description
(21700) Caseynicole est un astéroïde de la ceinture principale d'astéroïdes. Il fut découvert le 7 septembre 1999 à Socorro (Nouveau-Mexique) par le projet LINEAR. Il présente une orbite caractérisée par un demi-grand axe de 2,59 UA, une excentricité de 0,15 et une inclinaison de 3,7° par rapport à l'écliptique.

## Compléments